# Saison 1970-1971 de la LNH
Saison précédente Saison suivante
La saison 1970-1971 est la 54e saison régulière de la Ligue nationale de hockey. Quatorze équipes ont joué chacune 78 matchs.

## Saison régulière
Deux nouvelles franchises font leurs débuts dans la LNH et rejoignent la division Est : les Sabres de Buffalo et les Canucks de Vancouver. Les Black Hawks de Chicago passent dans la division Ouest. Les Seals d'Oakland sont renommés en Golden Seals de la Californie.
Un nouveau trophée est introduit afin de récompenser le meilleur joueur de la saison selon ses pairs : le trophée Lester-B.-Pearson dont le premier gagnant est Phil Esposito.
Cette saison voit le nombre de buts se multiplier et les records tomber. Les Bruins de Boston brillent particulièrement en battant une douzaine de records dont ceux du plus grand nombre de buts marqués par une équipe (399), du plus grand nombre de victoires (57) et du plus grand nombre de points (121). Au niveau des records individuels, Phil Esposito inscrit 76 buts et 152 points, le défenseur Bobby Orr gagne son second trophée Hart consécutif et réalise 102 passes décisives. Les quatre meilleurs pointeurs de la ligue sont tous des joueurs de Boston. Boston gagne logiquement la division Est tandis que Chicago remporte la division Ouest.
Les Canadiens de Montréal causent la surprise en éliminant les Bruins de Boston en sept matchs lors de la série quart de finale. Ken Dryden reçoit le trophée Conn-Smythe au terme de la série finale de la coupe Stanley, remportée 4 matchs à 3 par les Canadiens face aux Black Hawks de Chicago.
Billy Taylor et Don Gallinger accusés et punis pour des paris en 1947 sont finalement pardonnés et autorisés à revenir jouer dans la ligue. Malgré tout, aucun des deux ne revient.

### Classements finaux
| Clt   | Équipe                 | PJ | V  | D  | N  | BP  | BC  | Pts |
| ----- | ---------------------- | -- | -- | -- | -- | --- | --- | --- |
| +001, | Bruins de Boston       | 78 | 57 | 14 | 7  | 399 | 207 | 121 |
| +002, | Rangers de New York    | 78 | 49 | 18 | 11 | 259 | 177 | 109 |
| +003, | Canadiens de Montréal  | 78 | 42 | 23 | 13 | 291 | 216 | 97  |
| +004, | Maple Leafs de Toronto | 78 | 37 | 33 | 8  | 248 | 211 | 82  |
| +005, | Sabres de Buffalo      | 78 | 24 | 39 | 15 | 217 | 291 | 63  |
| +006, | Canucks de Vancouver   | 78 | 24 | 46 | 8  | 229 | 296 | 56  |
| +007, | Red Wings de Détroit   | 78 | 22 | 45 | 11 | 209 | 308 | 55  |

| Clt   | Équipe                        | PJ | V  | D  | N  | BP  | BC  | Pts |
| ----- | ----------------------------- | -- | -- | -- | -- | --- | --- | --- |
| +001, | Black Hawks de Chicago        | 78 | 49 | 20 | 9  | 277 | 184 | 107 |
| +002, | Blues de Saint-Louis          | 78 | 34 | 25 | 19 | 223 | 208 | 87  |
| +003, | Flyers de Philadelphie        | 78 | 28 | 33 | 17 | 207 | 225 | 73  |
| +004, | North Stars du Minnesota      | 78 | 28 | 34 | 16 | 191 | 223 | 72  |
| +005, | Kings de Los Angeles          | 78 | 25 | 40 | 13 | 239 | 303 | 63  |
| +006, | Penguins de Pittsburgh        | 78 | 21 | 37 | 20 | 221 | 240 | 62  |
| +007, | Golden Seals de la Californie | 78 | 20 | 53 | 5  | 199 | 320 | 45  |

- Champion de la saison régulière
- Qualifié pour les séries éliminatoires

### Meilleurs pointeurs
| Joueur        | Équipe   | PJ | B  | A   | Pts | Pun |
| ------------- | -------- | -- | -- | --- | --- | --- |
| Phil Esposito | Boston   | 78 | 76 | 76  | 152 | 71  |
| Bobby Orr     | Boston   | 78 | 37 | 102 | 139 | 91  |
| Johnny Bucyk  | Boston   | 78 | 51 | 65  | 116 | 8   |
| Ken Hodge     | Boston   | 78 | 43 | 62  | 105 | 113 |
| Bobby Hull    | Chicago  | 78 | 44 | 52  | 96  | 32  |
| Norm Ullman   | Toronto  | 73 | 34 | 51  | 85  | 24  |
| Wayne Cashman | Boston   | 77 | 21 | 58  | 79  | 100 |
| John McKenzie | Boston   | 65 | 31 | 46  | 77  | 120 |
| Dave Keon     | Toronto  | 76 | 38 | 38  | 76  | 4   |
| Jean Béliveau | Montréal | 70 | 25 | 51  | 76  | 40  |

## Séries éliminatoires de la Coupe Stanley

### Tableau récapitulatif
|  | Quarts de finale | Quarts de finale | Quarts de finale | Quarts de finale |    |          | Demi-finales | Demi-finales | Demi-finales | Demi-finales |  |  | Finale | Finale | Finale | Finale |
|  |                  |                  |                  |                  |    |          |              |              |              |              |  |  |        |        |        |        |
|  |                  |                  |                  |                  |    |          |              |              |              |              |  |  |        |        |        |        |
|  |                  |                  |                  |                  |    |          |              |              |              |              |  |  |        |        |        |        |
|  | E1               | Boston           | 3                | 3                |    |          |              |              |              |              |  |  |        |        |        |        |
|  | E1               | Boston           | 3                | 3                |    |          |              |              |              |              |  |  |        |        |        |        |
|  | E3               | Montréal         | 4                | 4                |    |          |              |              |              |              |  |  |        |        |        |        |
|  | E3               | Montréal         | 4                | 4                | E3 | Montréal | 4            | 4            |              |              |  |  |        |        |        |        |
|  |                  |                  |                  |                  | E3 | Montréal | 4            | 4            |              |              |  |  |        |        |        |        |
|  |                  |                  | O4               | Minnesota        | 2  | 2        |              |              |              |              |  |  |        |        |        |        |
|  | O2               | Saint-Louis      | O4               | Minnesota        | 2  | 2        | 2            | 2            |              |              |  |  |        |        |        |        |
|  | O2               | Saint-Louis      |                  |                  |    |          |              | 2            |              |              |  |  |        |        |        |        |
|  | O4               | Minnesota        | 4                | 4                |    |          |              |              |              |              |  |  |        |        |        |        |
|  | O4               | Minnesota        | 4                | 4                | E3 | Montréal | 4            | 4            |              |              |  |  |        |        |        |        |
|  |                  |                  |                  |                  | E3 | Montréal | 4            | 4            |              |              |  |  |        |        |        |        |
|  |                  |                  | O1               | Chicago          | 3  | 3        |              |              |              |              |  |  |        |        |        |        |
|  | O1               | Chicago          | O1               | Chicago          | 3  | 3        | 4            | 4            |              |              |  |  |        |        |        |        |
|  | O1               | Chicago          |                  |                  |    |          |              |              |              |              |  |  |        |        |        |        |
|  | O3               | Philadelphie     | 0                | 0                |    |          |              |              |              |              |  |  |        |        |        |        |
|  | O3               | Philadelphie     | 0                | 0                | O1 | Chicago  | 4            | 4            |              |              |  |  |        |        |        |        |
|  |                  |                  |                  |                  | O1 | Chicago  | 4            | 4            |              |              |  |  |        |        |        |        |
|  |                  |                  | E2               | New York         | 3  | 3        |              |              |              |              |  |  |        |        |        |        |
|  | E2               | New York         | E2               | New York         | 3  | 3        | 4            | 4            |              |              |  |  |        |        |        |        |
|  | E2               | New York         |                  |                  |    |          |              | 4            |              |              |  |  |        |        |        |        |
|  | E4               | Toronto          | 2                | 2                |    |          |              |              |              |              |  |  |        |        |        |        |
|  | E4               | Toronto          | 2                | 2                |    |          |              |              |              |              |  |  |        |        |        |        |
|  |                  |                  |                  |                  |    |          |              |              |              |              |  |  |        |        |        |        |

### Finale de la Coupe Stanley

#### Déroulement
La finale 1971 de la Coupe Stanley oppose les Canadiens de Montréal aux Black Hawks de Chicago et voit la victoire en 7 matchs des Canadiens.
Au cours du 7e match, les Canadiens sont menés 2 buts à 0 mais ils reviennent à la marque, tout d'abord par un but chanceux de Jacques Lemaire que Tony Esposito ne peut arrêter, puis par Henri Richard avant la fin de la deuxième période. Ce dernier inscrit également le but vainqueur dès la deuxième minute de la troisième période.
Les Canadiens de Montréal remportent leur troisième coupe en quatre saisons pour ce qui est le dernier match de leur capitaine Jean Béliveau.

#### Résultats des matchs
| 4 mai | Black Hawks de Chicago | 2-1 (2 pr) (0-0, 0-1, 1-0, 0-0, 1-0) | Canadiens de Montréal | Chicago Stadium |

| Feuille de match | Feuille de match                                                                    | Feuille de match | Feuille de match                                    | Feuille de match |
| ---------------- | ----------------------------------------------------------------------------------- | ---------------- | --------------------------------------------------- | ---------------- |
|                  | B. Hull (Pappin, Stapleton) — 47 min 54 s (SN) Pappin (Mikita, White) — 81 min 11 s | 0-1 1-1 2-1      | Lemaire (Tremblay, P. Mahovlich) — 32 min 29 s (SN) |                  |
| Esposito         | Gardiens                                                                            | Dryden           |                                                     |                  |
|                  |                                                                                     |                  |                                                     |                  |
| 58               | Tirs                                                                                | 37               |                                                     |                  |

| 6 mai | Black Hawks de Chicago | 5-3 (1-2, 2-0, 2-1) | Canadiens de Montréal | Chicago Stadium |

| Feuille de match | Feuille de match | Feuille de match                | Feuille de match                                                                                                | Feuille de match |
| ---------------- | --- | ------------------------------- | --- | ---------------- |
|                  | B. Hull (Maki, Angotti) — 4 min 39 s (SN) Maki (Angotti, B. Hull) — 11 min 58 s Pappin (O'Shea, Foley) — 13 min 50 s Angotti — 7 min 27 s Angotti — 16 min 47 s | 1-0 1-1 1-2 2-2 3-2 4-2 4-3 5-3 | Lemaire (Tremblay) — 9 min 6 s (SN) P. Mahovlich (Tremblay, Laperriere) — 17 min 58 s F. Mahovlich — 8 min 56 s |                  |
| Esposito         | Gardiens | Dryden                          | |                  |
|                  | |                                 | |                  |
| 35               | Tirs | 27                              | |                  |

| 9 mai | Canadiens de Montréal | 4-2 (0-2, 2-0, 2-0) | Black Hawks de Chicago | Forum de Montréal 17 441 spectateurs |

| Feuille de match | Feuille de match | Feuille de match        | Feuille de match                                                                 | Feuille de match |
| ---------------- | --- | ----------------------- | -------------------------------------------------------------------------------- | ---------------- |
|                  | P. Mahovlich — 25 min 56 s F. Mahovlich (Béliveau, Cournoyer) — 37 min 34 s (SN) Cournoyer (Harper) — 46 min 23 s F. Mahovlich (Lapointe) — 52 min 13 s (SN) | 0-1 0-2 1-2 2-2 3-2 4-2 | Koroll (B. Hull, Mikita) — 4 min 26 s (SN) B. Hull (Pappin, Martin) — 13 min 8 s |                  |
| Dryden           | Gardiens | Esposito                |                                                                                  |                  |
|                  | |                         |                                                                                  |                  |
| 40               | Tirs | 18                      |                                                                                  |                  |

| 11 mai | Canadiens de Montréal | 5-2 (3-1, 2-1, 0-0) | Black Hawks de Chicago | Forum de Montréal 17 678 spectateurs |

| Feuille de match | Feuille de match | Feuille de match            | Feuille de match                                                           | Feuille de match |
| ---------------- | --- | --------------------------- | -------------------------------------------------------------------------- | ---------------- |
|                  | P. Mahovlich (Harper, Laperriere) — 1 min Beliveau (Cournoyer, F. Mahovlich) — 6 min 54 s (SN) Lapointe (Houle, Richard) — 16 min 33 s Cournoyer — 29 min 7 s Cournoyer (F. Mahovlich, P. Mahovlich) — 35 min 53 s (SN) | 1-0 1-1 2-1 3-1 4-1 4-2 5-2 | Mikita (Koroll, Stapleton) — 3 min 9 s (SN) D. Hull (Mikita) — 32 min 30 s |                  |
| Dryden           | Gardiens | Esposito                    |                                                                            |                  |
|                  | |                             |                                                                            |                  |
| 32               | Tirs | 32                          |                                                                            |                  |

| 13 mai | Black Hawks de Chicago | 2-0 (1-0, 1-0, 0-0) | Canadiens de Montréal | Chicago Stadium |

| Feuille de match | Feuille de match                                                                    | Feuille de match | Feuille de match | Feuille de match |
| ---------------- | ----------------------------------------------------------------------------------- | ---------------- | ---------------- | ---------------- |
|                  | D. Hull (Koroll, B. Hull) — 10 min 57 s (SN) Koroll (D. Hull, Mikita) — 31 min 26 s | 1-0 2-0          |                  |                  |
| Esposito         | Gardiens                                                                            | Dryden           |                  |                  |
|                  |                                                                                     |                  |                  |                  |
| 22               | Tirs                                                                                | 31               |                  |                  |

| 16 mai | Canadiens de Montréal | 4-3 (1-1, 1-2, 2-0) | Black Hawks de Chicago | Forum de Montréal 17 817 spectateurs |

| Feuille de match | Feuille de match | Feuille de match            | Feuille de match                                                                                 | Feuille de match |
| ---------------- | --- | --------------------------- | ------------------------------------------------------------------------------------------------ | ---------------- |
|                  | Cournoyer (Béliveau, F. Mahovlich) — 12 min 33 s P. Mahovlich (Houle, Ferguson) — 25 min 4 s F. Mahovlich (Béliveau) — 45 min 10 s P. Mahovlich (F. Mahovlich) — 48 min 55 s (IN) | 0-1 1-1 2-1 2-2 2-3 3-3 3-4 | Pappin — 11 min 25 s Maki (White, B. Hull) — 37 min 40 s Pappin (Jarrett, B. Hull) — 38 min 48 s |                  |
| Dryden           | Gardiens | Esposito                    |                                                                                                  |                  |
|                  | |                             |                                                                                                  |                  |
| 16               | Tirs | 30                          |                                                                                                  |                  |

| 18 mai | Black Hawks de Chicago | 2-3 (1-0, 1-2, 0-1) | Canadiens de Montréal | Chicago Stadium |

| Feuille de match | Feuille de match                                                           | Feuille de match    | Feuille de match                                                                                           | Feuille de match |
| ---------------- | -------------------------------------------------------------------------- | ------------------- | --- | ---------------- |
|                  | D. Hull (B. Hull, Koroll) — 19 min 12 s (SN) O'Shea (Martin) — 27 min 33 s | 1-0 2-0 2-1 2-2 2-3 | Lemaire (Laperrière) — 34 min 18 s Richard (Lemaire) — 38 min 20 s Richard (Houle, Lapointe) — 42 min 34 s |                  |
| Esposito         | Gardiens                                                                   | Dryden              | |                  |
|                  |                                                                            |                     | |                  |
| 33               | Tirs                                                                       | 25                  | |                  |

## Récompenses

### Trophées
| Trophée                      | Vainqueur                                                  | Équipe                                                     |
| ---------------------------- | ---------------------------------------------------------- | ---------------------------------------------------------- |
| Trophée Calder               | Gilbert Perreault                                          | Sabres de Buffalo                                          |
| Trophée Lester-B.-Pearson    | Phil Esposito                                              | Bruins de Boston                                           |
| Trophée Art-Ross             | Phil Esposito                                              | Bruins de Boston                                           |
| Trophée Hart                 | Bobby Orr                                                  | Bruins de Boston                                           |
| Trophée Conn-Smythe          | Ken Dryden                                                 | Canadiens de Montréal                                      |
| Trophée Bill-Masterton       | Jean Ratelle                                               | Rangers de New York                                        |
| Trophée James-Norris         | Bobby Orr                                                  | Bruins de Boston                                           |
| Trophée Lady Byng            | Johnny Bucyk                                               | Bruins de Boston                                           |
| Trophée Lester-Patrick       | William M. Jennings, John B. Sollenberger et Terry Sawchuk | William M. Jennings, John B. Sollenberger et Terry Sawchuk |
| Trophée Vézina               | Eddie Giacomin Gilles Villemure                            | Rangers de New York                                        |
| Trophée plus-moins de la LNH | Bobby Orr                                                  | Bruins de Boston                                           |

| Trophée                      | Équipe                 |
| ---------------------------- | ---------------------- |
| Trophée Clarence-S.-Campbell | Black Hawks de Chicago |
| Trophée Prince de Galles     | Bruins de Boston       |
| Coupe Stanley                | Canadiens de Montréal  |

### Équipes d'étoiles
| Position       | Première équipe      | Première équipe       | Deuxième équipe | Deuxième équipe        |
| Position       | Joueur               | Équipe                | Joueur          | Équipe                 |
| -------------- | -------------------- | --------------------- | --------------- | ---------------------- |
| Gardien de but | Eddie Giacomin       | Rangers de New York   | Jacques Plante  | Maple Leafs de Toronto |
| Défenseur      | Bobby Orr            | Bruins de Boston      | Brad Park       | Rangers de New York    |
| Défenseur      | Jean-Claude Tremblay | Canadiens de Montréal | Pat Stapleton   | Black Hawks de Chicago |
| Ailier gauche  | Johnny Bucyk         | Bruins de Boston      | Bobby Hull      | Black Hawks de Chicago |
| Centre         | Phil Esposito        | Bruins de Boston      | Dave Keon       | Maple Leafs de Toronto |
| Ailier droit   | Ken Hodge            | Bruins de Boston      | Yvan Cournoyer  | Canadiens de Montréal  |